# Liga Nacional de Samoa 2019
La Liga Nacional de Samoa 2019 es la edición número 29 de la Liga Nacional de Samoa. Pero la temporada fue cancelada por un brote de sarampión y el Lupe Ole Soaga que era líder fue declarado campeón.

## Participantes
- Fa'atoia United
- Kiwi FC
- Lepea FC
- Lupe ole Soaga
- Moata'a FC
- Moaula United FC
- Sogi SC
- Togafuafua FC
- Vaipuna SC
- Vaitele Uta SC
- Vaiusu SC
- Vaivase-Tai

## Tabla General
Actualizado el 27 de noviembre de 2019.
| Pos. | Equipo             | PJ. | PG. | PE. | PP. | GF. | GC. | DG. | Pts. | Clasificación a                            |
| ---- | ------------------ | --- | --- | --- | --- | --- | --- | --- | ---- | ------------------------------------------ |
| 1    | Lupe ole Soaga (C) | 16  | 14  | 0   | 2   | 96  | 15  | +81 | 42   | Campeón y Liga de Campeones de la OFC 2020 |
| 2    | Kiwi FC            | 16  | 13  | 1   | 2   | 45  | 15  | +30 | 40   |                                            |
| 3    | Vaipuna SC         | 16  | 11  | 2   | 3   | 61  | 19  | +42 | 35   |                                            |
| 4    | Vaitele Uta SC     | 16  | 10  | 2   | 4   | 43  | 19  | +24 | 32   |                                            |
| 5    | Vaivase-Tai        | 16  | 9   | 1   | 6   | 55  | 34  | +21 | 28   |                                            |
| 6    | Vaiusu SC          | 16  | 8   | 2   | 6   | 21  | 19  | +2  | 26   |                                            |
| 7    | Lepea FC           | 16  | 8   | 1   | 7   | 32  | 22  | +10 | 25   |                                            |
| 8    | Togafuafua FC      | 16  | 6   | 2   | 8   | 31  | 43  | -12 | 20   |                                            |
| 9    | Sogi SC            | 16  | 5   | 2   | 9   | 30  | 43  | -13 | 17   |                                            |
| 10   | Moaula United FC   | 16  | 3   | 2   | 11  | 21  | 47  | -26 | 11   |                                            |
| 11   | Fa'atoia United    | 16  | 1   | 1   | 14  | 13  | 88  | -75 | 4    |                                            |
| 12   | Moata'a FC         | 16  | 0   | 0   | 16  | 11  | 95  | -84 | 0    |                                            |

| Bandera de Samoa                   |
| Campeón Lupe Ole Soaga 5.to título |